# Poulets grillés (série télévisée)
Poulets grillés est une série télévisée franco-belge réalisée par Pascal Lahmani, sur un scénario de Marine Rambach, Anne Rambach, Bertrand Soulier, Hélène Lombard, David Robert et Anne-Charlotte Kassab,,, et diffusée pour la première fois en Belgique le 9 avril 2022 sur La Une et en France le 26 avril 2022 sur France 3.
Cette comédie policière est inspirée de la saga littéraire de Sophie Hénaff, publiée pour la première fois chez Albin Michel en 2015.
La série est une coproduction de Scarlett Production, Mother Production, France Télévisions, Be-Films et la RTBF (télévision belge), avec la participation de TV5 Monde et de la Radio télévision suisse (RTS) et le soutien de la région Auvergne-Rhône-Alpes.

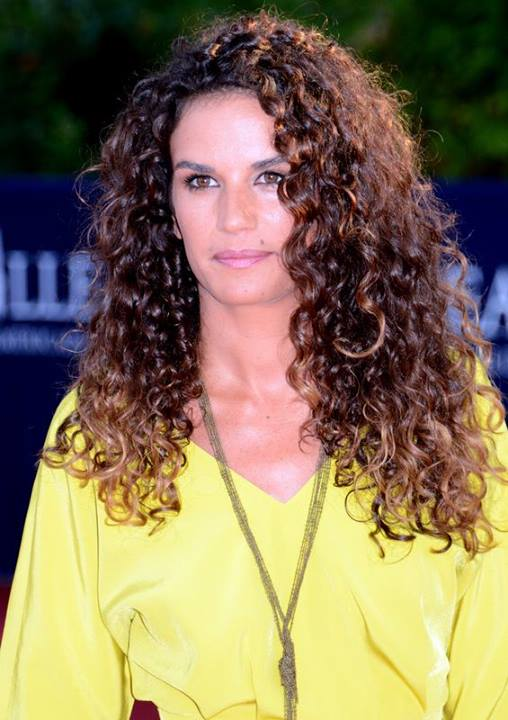
Barbara Cabrita.

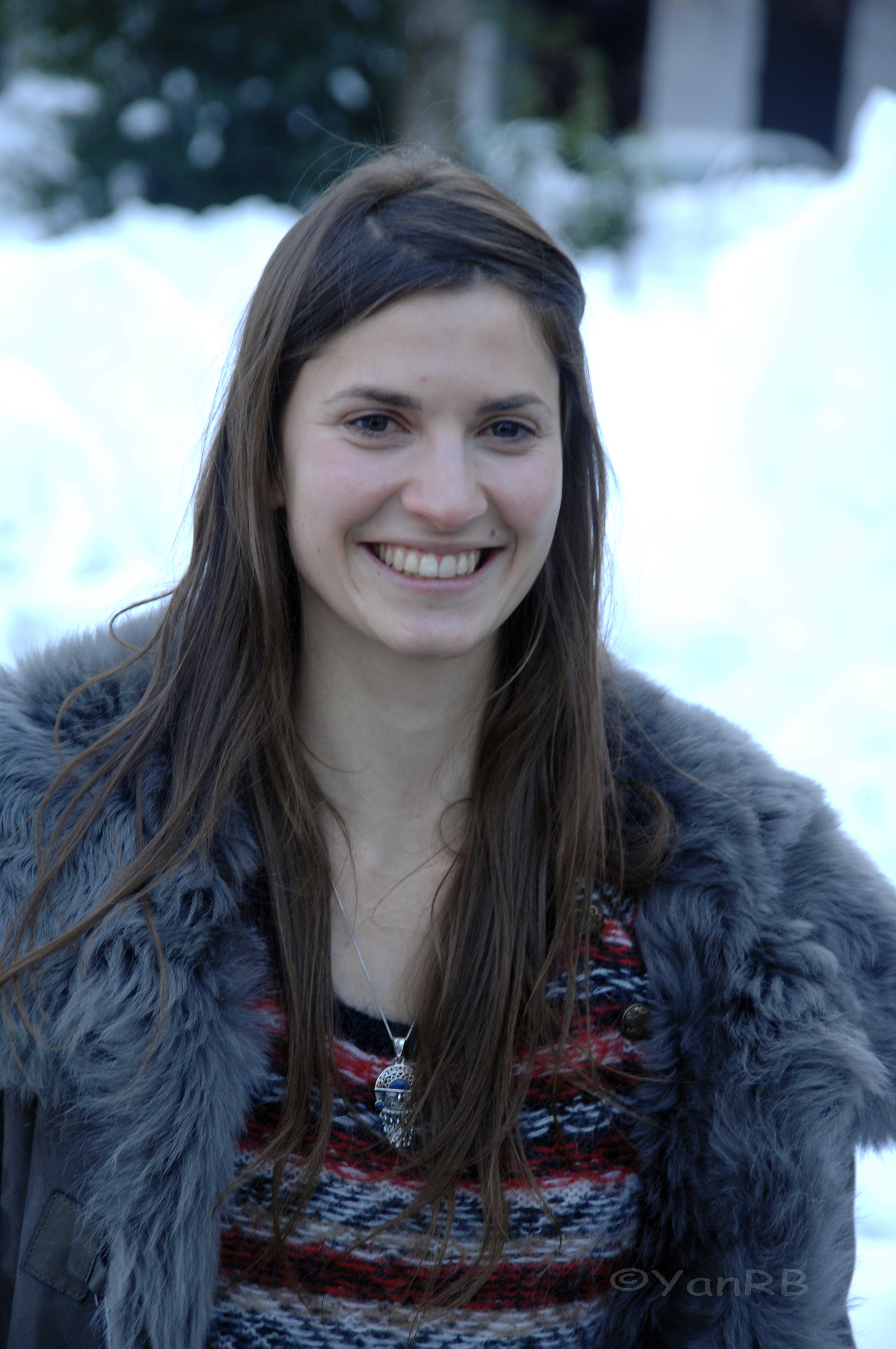
Joyce Bibring.

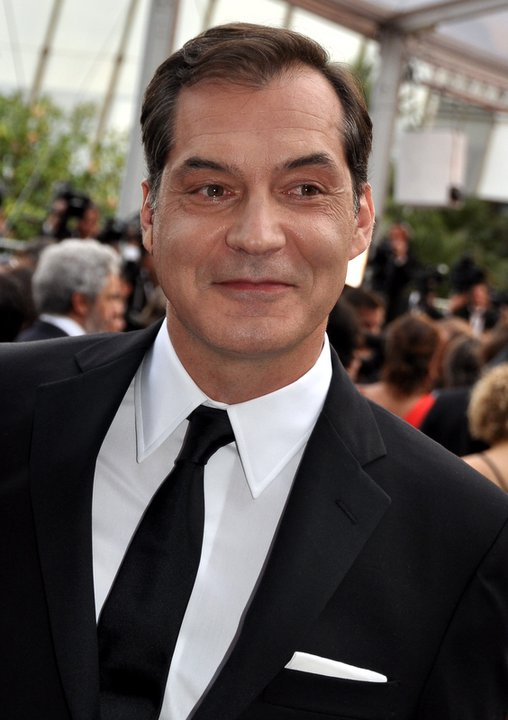
Samuel Labarthe.

## Synopsis
La commandante Anne Capestan reçoit la direction de la « 4e brigade », une brigade de la police judiciaire de Lyon, puis à Lille, à laquelle ne sont affectés que des policiers alcooliques, dépressifs et inadaptés,. Elle-même est d'ailleurs encore sous le traumatisme d'avoir été accusée, 5 ans auparavant, d'avoir tiré accidentellement sur un collègue, Duteil, ce qui lui avait valu une mise à pied de la BRI.
Elle parvient, malgré cela, à traiter avec succès une importante enquête de casse et de meurtre dans une bijouterie,,.

## Distribution
4e brigade
- Barbara Cabrita : commandante Anne Capestan
- Marie-Armelle Deguy : Eva Rosière, capitaine et auteure de polars érotiques
- Hubert Delattre : Louis-Baptiste Lebreton
- Marie Petiot : lieutenante Torrez, surnommée « La poisse »
- Mohamed Belhadjine : Max, le jeune geek de l'équipe

BRI
- Jean-Michel Lahmi : commissaire divisionnaire Buron
- Janis Abrikh : commandant Zacharie Toquin
- Fabienne Galula : Nadine, la spécialiste en balistique

Autres personnages
- Samuel Labarthe : Weber (épisode 1)
- Nathalie Besançon : la bijoutière Liliane Charrier (épisode 1)
- Joyce Bibring : Cécile (épisode 1)
- Cédric Appietto : Achille (épisode 1)
- Sophie Duez : Lydia Cottard (épisode 2)
- Laura Boujenah : Camilla Chabrier (épisode 2)
- Fantine Gelu : Cindy Joly (épisode 2)
- Clément Bigot : Timothé Cottard (épisode 2)
- Catherine Artigala : Lucienne Duprieux (épisode 2)
- Assouma Sow : Marie-Lou Pouilloux (épisode 2)
- Andréa Ferréol : Line Leroy (épisode 3)
- Laurent Bateau : Franck Sauveur (épisode 3)
- Raphaëlle Agogué : Manon Leroy (épisode 3)
- Valentin Papoudof : Xavier Leroy (épisode 3)
- Yannick Mazzili : Didier (épisode 3)

## Production

### Genèse et développement
La série est une adaptation du roman policier du même nom, écrit par la romancière Sophie Hénaff en 2015.
Le scénario est écrit par Marine Rambach, Anne Rambach, Bertrand Soulier, Hélène Lombard, David Robert et Anne-Charlotte Kassab,.
En septembre 2022, Anne Holmes, directrice des programmes de France Télévisions, annonce qu'un deuxième épisode de Poulets grillés a été commandé.

### Tournage
Le tournage de l'épisode pilote se déroule du 25 octobre au 19 novembre 2021 à Lyon,,.
Le tournage du deuxième épisode La Belle et le Clochard se déroule du 16 janvier au 10 février 2023 à Lille dans le département français du Nord, en région Hauts-de-France,,.
Le tournage du troisième épisode, intitulé Les Secrets de l'hôtel, se déroule du 4 au 29 mars 2024 à Lille et dans sa région.

### Fiche technique
- Titre français : Poulets grillés
- Genre : Comédie policière
- Production : Joëy Faré (pour Scarlett Production), Harold Valentin, Simon Trouilloud et Aurélien Larger (pour Mother Production)[1]
- Sociétés de production : Scarlett Production, Mother Production, France Télévisions, Be-Films et la RTBF (télévision belge)[4]
- Réalisation : Pascal Lahmani[1],[2],[3],[4]
- Scénario : Marine Rambach, Sophie Hénaff, Anne Rambach, Bertrand Soulier, Hélène Lombard, David Robert et Anne-Charlotte Kassab[1],[2]
- Musique : Hervé Rakotofingara
- Décors : Audric Kaloustian
- Costumes : Cécile Dulac
- Directeur de la photographie : Ramin Poursaid[1]
- Son : Julien Gonzales
- Montage : Mathieu Doll
- Maquillage : Mylène Chiarisoli
- Pays de production :  France /  Belgique
- Langue originale : français
- Format : couleur
- Durée : 90 minutes[1],[3],[4]
- Dates de première diffusion : 
  - Belgique : 9 avril 2022 sur la Une[10]
  - France : le 26 avril 2022 sur France 3[11],[12]

## Épisodes

### Poulets grillés(épisode pilote)
Une brigade de la police, dans laquelle sont mutés tous les bras cassés, se trouve en position de résoudre l'enquête la plus importante du moment. Étoile déchue de la PJ de Lyon à la suite d'une grave erreur, Anne Capestan se voit confier la tête de la mystérieuse « 4e brigade », une unité dans laquelle sont transférés tous les alcooliques, dépressifs et autres inadaptés qui encombrent les services de police et dont on ne peut se débarrasser. C'est pourtant avec son équipe de bras cassés que la commandante va résoudre l'enquête la plus importante du moment, une affaire mêlant plusieurs braquages, un as du déguisement et le meurtre inexpliqué d'un bichon maltais.

### La Belle et le Clochard
Alors que la police recherche activement une ancienne influenceuse victime d'un enlèvement, la brigade est mise sur la touche et doit se contenter d'enquêter sur la mort d'un SDF.

### Les Secrets de l'hôtel
La 4e brigade est appelée à enquêter sur la mort de Sofia Popova, l'employée de ménage de l'élégant hôtel tenu par la famille Leroy. Capestan est bien décidée à démontrer que son équipe, malgré ses défauts apparents, possède des talents insoupçonnés. Mais ses supérieurs doutent qu’il s’agisse d’un meurtre, préférant l’hypothèse d’un accident. Tout bascule avec la découverte d'une seconde victime, et les soupçons se tournent vers Eva, l'une des leurs. Il devient urgent de démasquer l'assassin caché dans l'hôtel pour sauver Eva.

## Accueil

### Audiences et diffusion

#### En France
En France, la série est diffusée le mardi vers 21 h 10 sur France 3.
| Épisode | Diffusion            | Diffusion         | Audience moyenne          | Audience moyenne                       | Audience moyenne         | Audience moyenne | Réf.   |
| Épisode | Jour                 | Horaire           | Nombre de téléspectateurs | Part de marché (sur les 4 ans et plus) | Part de marché (FRDA-50) | Classement       | Réf.   |
| ------- | -------------------- | ----------------- | ------------------------- | -------------------------------------- | ------------------------ | ---------------- | ------ |
| 1       | Mardi 26 avril 2022  | 21 h 10 - 22 h 35 | 4 890 000                 | 21,9 %                                 | 7,8 %                    | 1er              | [ 13 ] |
| 2       | Mardi 9 janvier 2024 | 21 h 10 - 22 h 35 | 3 470 000                 | 17,7 %                                 | 2,2 %                    | 1er              | [ 14 ] |
| 3       | Mardi 7 janvier 2025 | 21 h 05 - 22 h 35 | 3 710 000                 | 20,3 %                                 | 4,5 %                    | 1er              | [ 15 ] |

- Les plus hauts chiffres d'audience
- Les plus bas chiffres d'audience

### Accueil critique
Pour David Hainaut, du magazine belge Moustique, Poulets grillés est « un récit qui, on l'aura compris, se teinte de légèreté et où, au final, la résolution de l'enquête passe en second plan ». Hainaut précise encore que « ce pilote, en cas de succès d'audience, pourrait donner naissance à une série. On croise les doigts!, confiait d'ailleurs il y a peu Cabrita ».